# Асбел Кипроп
Асбел Кипруто Кипроп (енгл. Asbel Kipruto Kiprop; Уасин Гишу, 30. јун 1989.) кенијски је тркач на средње стазе, освајач златне олимпијске медаље у трци на 1.500 метара на Олимпијским играма 2008. и то након што је првобитни победник, Рашид Рамзи, био позитиван на допинг тесту. Кипроп је освојио три титуле светског шампиона у овој дисциплини, 2011, 2013. и 2015. године. Кипроп је пао на сопственом допинг тесту у новембру 2017. када је добио четворогодишњу забрану такмичења.

## Каријера
Сезона 2007. постала је његова преломна година, када је освојио златну медаљу у јуниорској трци на Светском првенству у кросу 2007. Истрчао је лични рекорд и завршио као четврти на 1.500 м на Светском првенству 2007. у Осаки. Као признање за своја достигнућа, освојио је награду Најперспективнији спортиста године на додели награда за Кенијску спортску личност године 2007.
На Олимпијским играма у Пекингу 2008. Кипропа је у борби за златну медаљу тесно победио Бахреинац Рашид Рамзи. Међутим, Кипропу је додељена златна медаља након што је Рамзи био позитиван на забрањену супстанцу (CERA) која је новија верзија познатијег ЕПО-а.
На Светском првенству 2009. у Берлину, Кипроп је по други пут завршио као четврти на 1.500 метара. Кипроп је такође учествовао на 800 м, али је елиминисан у полуфиналу.
2011. постао је Светски првак на 1.500 м, победивши свог ривала из Кеније, Силаса Киплагата на Светском првенству у Даегуу.
Кипроп је 18. августа 2013. на Светском првенству у Москви победио на 1.500 метара са резултатом 3:36,28.
У 2016. Кипроп није успео да освоји још једну олимпијску титулу пошто је у Рију завршио на шестом месту у финалу трке на 1.500 метара.

## Суспензија због допинговања
Дана 2. маја 2018. први пут је објављено да је Кипроп у новембру 2017. био позитиван на забрањену супстанцу за побољшање перформанси ЕПО. Резултате теста је касније потврдила ИААФ Јединица за атлетски интегритет. Кипроп је тврдио да ће се борити да докаже своју невиност, али је проглашен кривим и добио је у априлу 2019 четворогодишњу забрану такмичења.

## Приватно
Асбел је из села Каптинга, код Елдорета. Он је син Давида и Јулије Кебенеи. Његов отац Давид Кебенеи је такође био атлетичар, који је учествовао на Свеафричким играма 1987. у Кенији и завршио као четврти у трци на 1500 метара. Асбел је почео да трчи са 13 година. Касније је напустио средњу школу да би се концентрисао на атлетику.
Његов млађи брат Виктор Кипчирчир Кебенеј, такође је тркач на 1500 метара.

## Статистика

### Лични рекорди
| Дисциплина  | Време   | Место         | Датум      |
| ----------- | ------- | ------------- | ---------- |
| 800 метара  | 1:43.15 | Монако        | 2011-07-22 |
| 1500 метара | 3:26.69 | Монако        | 2015-07-17 |
| Једна миља  | 3:48.50 | Јуџин, Орегон | 2009-06-07 |
| 3000 метара | 7:42.32 | Торино        | 2007-06-08 |

## Међународна такмичења
| Година                | Такмичење                          | Место                        | Позиција              | Дисциплина            | Резултат              | Белешка               |
| Представљајући Кенију | Представљајући Кенију              | Представљајући Кенију        | Представљајући Кенију | Представљајући Кенију | Представљајући Кенију | Представљајући Кенију |
| --------------------- | ---------------------------------- | ---------------------------- | --------------------- | --------------------- | --------------------- | --------------------- |
| 2007                  | Светско првенство у кросу          | Момбаса, Кенија              | 1.                    | Трка јуниора          |                       |                       |
| 2007                  | Афричке игре                       | Алжир, Алжир                 | 1.                    | 1500 м                | 3:38.97               |                       |
| 2007                  | Светско првенство                  | Осака, Јапан                 | 4.                    | 1500 м                | 3:35.24               |                       |
| 2008                  | Афричко првенство                  | Адис Абеба, Етиопија         | 3.                    | 800 м                 | 1:46.02               |                       |
| 2008                  | Олимпијске игре                    | Пекинг, Кина                 | 1.                    | 1500 м                | 3:33.11               |                       |
| 2009                  | Светско првенство                  | Берлин, Немачка              | Полуфинале            | 800 .                 | 1:52.05               |                       |
| 2009                  | Светско првенство                  | Берлин, Немачка              | 4.                    | 1500 м                | 3:36.47               |                       |
| 2010                  | Афричко првенство                  | Најроби, Кенија              | 1.                    | 1500 м                | 3:36.19               |                       |
| 2011                  | Светско првенство                  | Даегу, Јужна Кореја          | 1.                    | 1500 м                | 3:35.69               |                       |
| 2012                  | Олимпијске игре                    | Лондон, Уједињено Краљевство | 12.                   | 1500 м                | 3:43.83               |                       |
| 2013                  | Светско првенство                  | Москва, Русија               | 1.                    | 1500 м                | 3:36.28               |                       |
| 2014                  | Светско првенство у тркама штафета | Насау, Бахами                | 1.                    | 4 × 1500 м            | 14:22.22              |                       |
| 2015                  | Светско првенство                  | Пекинг, Кина                 | 1.                    | 1500 м                | 3:34.40               |                       |
| 2016                  | Олимпијске игре                    | Рио де Жанеиро, Бразил       | 6.                    | 1500 м                | 3:50.87               |                       |
| 2017                  | Светско првенство                  | Лондон, Уједињено Краљевство | 9.                    | 1500 м                | 3:37.24               |                       |

## Снимци
- Снимак финала трке на 1.500 метара на Светском првенству у Пекингу 2015.
- Снимак финала трке на 1.500 метара на Олимпијским играма у Пекингу 2008.